# Amerindis de Colòmbia

Bandera dels Amerindis de Colòmbia

Els Amerindis de Colòmbia són les ètnies nadiues d'Amerindis sud-americans que viuen al territori de Colòmbia. Comprenen el 4,4% de la població del país i pertanyen a 87 tribus diferents.
Aproximadament el 50% dels pobles indígenes de Colòmbia viuen als departaments de La Guajira,  Cauca i Departament de Nariño. Tot i que la regió de la conca amazònica de Colòmbia és poc poblada, acull més de 70 grups ètnics indígenes diferents.

## Demografia i situació

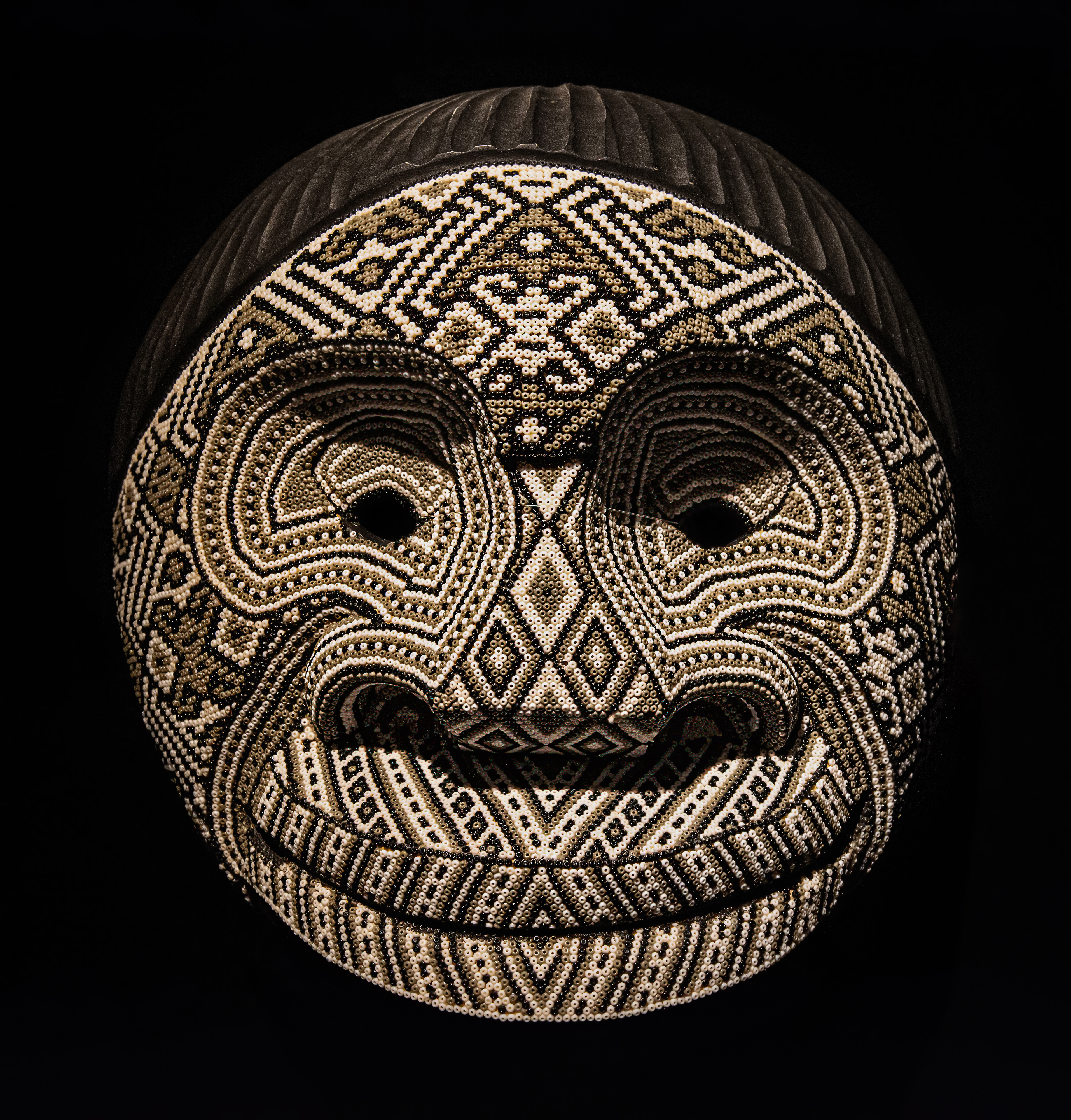
Màscara usada en el ritual popular Kamentsa sobre indígenes Chaquiras de Colòmbia.

La població ameríndia de Colòmbia al Cens de 2018 va comptabilitzar 1.905.617 persones, que representen el 4,4% de la població nacional.
El DANE reconeix l'existència de 87 grups indígenes (achagua, amorúa, andoke, arhuacs, wiwa, awá, bará, barasanes, barís, betoye, bora, cañamomo, carapana, chimila, chiricoa, cocama, coreguaje, coconuco, coyaima, desano, dujo, emberá, emberà xamí, emberá katío, eperara siadipara, guambians, guanaca, guane, guayabero, hitnü, inga, kawiyarí, kamëntsá, kankuamo, karijona, kichwa, kofán, kogui, kubeo, kuiba, kurripako, letuama, macaguajes, makuna, masiguare, matapí, miraña, mokaná, muisca, nasa, nonuya, nukak, ocaina, pasto, piaroa, pira-tapuya, pisamira, puinave, sáliba, senú, sikuani, siona, siriano, taiwano, tanimuka, tariana, tatuyo, teribe, totoró, tsiripu, tucano, tule, tuyuka, tzase, witotos, u'wa, wanano, waunan, wayuu, yagua, yanacona, yaruro, yauna, yuko, yukuna, yuri i yurutí), a més d'aquelles persones que s'autoidentifiquen amb pobles considerats extints (calima, chitarero, panche i tairona), d'origen estranger (otavaleño, maies altres) o que no s'identifiquen amb cap poble en particular.
Per bé que hom els troba a tot el país, els departaments amb més presència d'aquests grups són Vaupés (66%), Guainía (65%), Guajira (45%), Vichada (44%), Amazones (43%), Valle del Cauca (22%) i Putumayo (18%).

## Territoris
Els pobles indígenes tenen el títol de parts substancials de Colòmbia, principalment en forma de reserves indígenes (resguardos), que engloben un terç de la terra del país. La divisió d'Afers Indígenes del Ministeri de l'Interior compta amb 567 reserves registrades, que cobreixen aproximadament 365.004 km² que acullen 800.272 persones en 67.503 famílies.
La Constitució Nacional de Colòmbia de 1991 va definir les entitats territorials (Entidades Territoriales) com a departaments, districtes, municipis i territoris indígenes. Dins d'un Entitat Territorial Indígena (ETI) el poble té autonomia en la gestió dels seus interessos, i dins dels límits de la constitució té dret a gestionar els recursos i definir els impostos necessaris per a l'exercici de les seves funcions. Les ETI han de ser definides pel govern d'acord amb la Llei orgànica d'ordenació del territori.
No obstant això, aquesta llei encara no ha estat sancionada per la qual cosa a la pràctica els territoris no estan regulats.

## Estatut polític
La Constitució de 1991, en la que els amerindis tingueren un paper destacat, reconeix i protegeix la diversitat ètnica i cultural colombiana. Consagra per a aquestes comunitats drets ètnics, culturals, territorials, d'autonomia i participació:
- Igualtat i dignitat de totes les cultures com a fonament de la identitat nacional.
- Les diferents llengües indígenes són oficials als seus territoris
- Educació bilingüe i intercultural per als grups ètnics
- Doble nacionalitat per als pobles indígenes que viuen en zones de frontera.

Mitjançant el vot popular, han aconseguit ser escollits al Congrés de la República, assemblees departamentals, alcaldies i regidors municipals arreu de Colòmbia.

## Llista de pobles indígenes
La següent una llista dels 87 pobles indígenes reconeguts oficialment en el cens de 2005, amb la seva respectiva població segons el Cens de 2018 (els pobles no reconeguts estan en cursives).
| Poble/ètnia                      | Nom alternatiu (sinònim)                    | Llengua                    | Família lingüística             | Població (2005) | Ubicació (%)                                                 |
| -------------------------------- | ------------------------------------------- | -------------------------- | ------------------------------- | --------------- | ------------------------------------------------------------ |
| Wayuu                            | Goajiro, Guajiro                            | Wayuunaiki                 | Arawak                          | 380.460         | la Guajira (98,03%)                                          |
| Senú                             | Sinú, Zenú                                  | Castellà                   | Indoeuropea                     | 307.091         | Córdoba (61,6%) · Sucre (34,7%)                              |
| Nasa                             | Páez                                        | Nasa yuwe                  | No classificada                 | 243.176         | Cauca (88,6%) · Valle del Cauca · Putumayo                   |
| Pasto                            | -                                           | Castellà, Pasto(†)         | Indoeuropea, Barbacoana(†)      | 163.863         | Nariño (95,1%)                                               |
| Emberá Chamí                     | Chamí                                       | Chamí                      | Chocó                           | 77.714          | Risaralda (55,1%) · Caldas (24,8%) · Antioquia · Quindío     |
| Emberá                           | Chocó, Dóbida, Êbêra                        | Emberá                     | Chocó                           | 62.737          | Chocó (63,2%) · Risaralda (13,02%) · Caldas (12,45%)         |
| Coyaima                          | Natagaima, Pijao                            | Castellà, Pijao(†)         | Indoeuropea, Aïllada(†)         | 51.635          | Tolima (90,1%)                                               |
| Emberá Katío                     | Catío                                       | Katío                      | Chocó                           | 48.117          | Antioquia (33,5%) · Chocó (26,5%) · Córdoba (13,4%)          |
| Awá                              | Cuaiquer, Kwaiker                           | Awá pit                    | Barbacoana                      | 44.516          | Nariño (86,6%) · Putumayo (11,3%)                            |
| Mokaná                           | -                                           | Castellà, Mokaná(†)        | Indoeuropea, No classificada(†) | 37.069          | Atlàntic                                                     |
| Arhuac                           | Aruaco, Bintucua, Ica                       | Arhuac                     | Txibtxa                         | 34.711          | Cesar (78,43%) · Magdalena (18,36%)                          |
| Coconuco                         | -                                           | Coconuco                   | Barbacoana                      | 18.135          | Cauca (98,3%)                                                |
| Arzario                          | Sanjá, Wiwa                                 | Dumuna                     | Txibtxa                         | 18.202          | la Guajira (49,18%) · Cesar (45,72%)                         |
| Achagua                          | Achawa, Axagua                              | Achawa                     | Arawak                          | 980             | Meta (76,63%) · Casanare (18,97%)                            |
| Amorúa                           | Mariposa, Siripu, Wipiwe                    | Amorúa                     | Guahiba                         | 2.211           | Casanare                                                     |
| Andoke                           | Andoque, Paasiaja                           | Andoke                     | Aïllada                         | 820             | Caquetá (53,68%) · Amazones (13,97%)                         |
| Bara                             | Barasano del norte, Waimaja                 | Bara                       | Tucana                          | 1.004           | Vaupés                                                       |
| Barasanes                        | Barasano del sur, Parenoa                   | Barasana                   | Tucana                          | 905             | Amazones · Vaupés                                            |
| Barís                            | Dobocubi, Motilón                           | Barí ara                   | Txibtxa                         | 5.923           | Norte de Santander                                           |
| Betoye                           | Betoi, Jirarre, Jirarru                     | Castellà, Betoi(†)         | Indoeuropea, Aïllada(†)         | 394             | Arauca (83,5%)                                               |
| Bora                             | Meamuyna                                    | Bora                       | Bora-Uitoto                     | 1.024           | Amazones (90,25%)                                            |
| Chitarero                        | -                                           | Castellà                   | Indoeuropea                     | 10              | Norte de Santander · Santander                               |
| Calima                           | -                                           | Castellà                   | Indoeuropea                     | 76              | Valle del Cauca                                              |
| Cañamomo                         | -                                           | Castellà                   | Indoeuropea                     | 2.225           | Caldas                                                       |
| Carapana                         | Karapanã, Ucomaja                           | Carapana                   | Tucana                          | 1.040           | Vaupés                                                       |
| Chimila                          | Ette ennaka                                 | Ette taara                 | Txibtxa                         | 1.701           |                                                              |
| Chiricoa                         | -                                           | Chiricoa                   | Guahiba                         | 19              | Arauca                                                       |
| Cocama                           | Kokama                                      | Cocama                     | Tupí                            | 3.221           | Amazones                                                     |
| Koreguajes                       | Koré pâín, Korébahü                         | Koreguaje                  | Tucana                          | 3.257           | Caquetá (93,6%)                                              |
| Desano                           | Desana, Mimí porá, Wirá                     | Desano                     | Tucana                          | 3.641           | Guaviare · Vaupés                                            |
| Dujo                             | Tama                                        | Castellà                   | Indoeuropea                     | 611             | Huila                                                        |
| Eperara Siadipara                | Epená saija, Saija                          | Epérã pedée                | Chocó                           | 7.947           | Cauca (49,2%) · Nariño (44,8%)                               |
| Guambià                          | Michimbo, Misak                             | Guambià                    | Barbacoana                      | 21.213          | Cauca (91,3%)                                                |
| Guanaca                          | -                                           | Guanaca                    | Barbacoana                      | 12              | Cauca                                                        |
| Guane                            | -                                           | Castellà, Guane(†)         | indoeuropees, Txibtxa(†)        | 812             | Santander                                                    |
| Guayaberos                       | Cunimía, Jiw, Mítiwa, Mitúa                 | Guayabero                  | Guahiba                         | 2.960           | Guaviare (36,6%) · Meta (28,7%)                              |
| Hitnü                            | Jitnu, Macahuán, Macaguane                  | Hitnü                      | Guahiba                         | 2.277           | Arauca                                                       |
| Inga                             | Ingano, Inka                                | Inga Kichwa                | Quítxua                         | 19.561          | Putumayo (62,4%) · Nariño (16,6%)                            |
| Hupda                            | Hupde, Yojup                                | Hup                        | Macú                            | 38              | Vaupés                                                       |
| Kawiyarí                         | Kabiyarí, Kawiarí                           | Cabiyarí                   | Arawak                          | 809             | Amazones · Vaupés                                            |
| Kãkwã                            | Cacua                                       | Kakwa                      | Macú                            | 147             | Vaupés                                                       |
| Kamëntsá                         | Kamsá, Sibundoy                             | Kamëntsa                   | Aïllada                         | 7.521           | Putumayo (85,8%)                                             |
| Kankuamo                         | Kankuaka, Kankuané, Kankui                  | Castellà, Kankui(†)        | Indoeuropea, Txibtxa(†)         | 16.986          | Cesar (96,29%)                                               |
| Karijona                         | Huaque, Koto                                | Karijona                   | Carib                           | 525             | Guaviare · Amazones                                          |
| Kichwa                           | Quechua, Quichua                            | Kichwa                     | Quítxua                         | 481             | Putumayo (64,4%) · Valle del Cauca (14,3%)                   |
| Kofán                            | A'i, Cofán                                  | Kofán                      | Aïllada                         | 1.816           | Putumayo (88,7%)                                             |
| Koguis                           | Kággabba                                    | Kogui                      | Txibtxa                         | 15.820          | la Guajira (44,14%) · Cesar (37,15%) · Magdalena (17,06%)    |
| Kubeo                            | Cobewa, Hipnwa, Kaniwa, Paniwa              | Kubeo                      | Tucana                          | 14.074          | Vaupés (66,63%) · Guaviare (13,17%)                          |
| Kuiba                            | Wamonae                                     | Kuiba                      | Guahiba                         | 895             | Arauca · Casanare                                            |
| Kurripakos                       | Baniwá, Wakuenaí                            | Kurripako                  | Arawak                          | 11.946          | Guainía (92,35%)                                             |
| Letuama                          | Ohañara, Opaima, Taniboka, Ufania           | Letuama                    | Tucana                          | 285             | Amazones                                                     |
| Macaguajes                       | Airubain, Macaguaxe                         | Macaguaje                  | Tucana                          | 24              | Caquetá                                                      |
| Makuna                           | Buhágana                                    | Makuna                     | Tucana                          | 1.962           | Amazones · Vaupés                                            |
| Masiguare                        | Maibén                                      | Masiguare                  | Guahiba                         | 522             | Casanare                                                     |
| Matapí                           | Jupichiya, Upichia                          | Matapí                     | Tucana                          | 618             | Amazones                                                     |
| Miraña                           | Améjimínaa                                  | Miraña                     | Bora-Uitoto                     | 759             | Amazones                                                     |
| Maies (indígenes de Guatemala)   | -                                           | Maia                       | Maia                            | 65              | Arreu del país                                               |
| Muisca                           | Txibtxa, Muysca                             | Castellà, Muysccubun(†)    | Indoeuropea, Txibtxa(†)         | 11.265          | Cundinamarca · Boyacá                                        |
| Nonuya                           | Nunuya                                      | Nonuya                     | Bora-Uitoto                     | 258             | Amazones                                                     |
| Nukak                            | Nükâk                                       | Nukak                      | Macú                            | 744             | Guaviare                                                     |
| Ocaina                           | Diokaya, Orebe                              | Ocaina                     | Bora-Uitoto                     | 412             | Amazones                                                     |
| Otavaleño (indígenas de Ecuador) | -                                           | Kichwa                     | Quítxua                         | 210             | Arreu del país                                               |
| Panche                           | Tolima                                      | Castellà, Panche(†)        | Indoeuropea, No classificada(†) | 55              | Cundinamarca · Tolima                                        |
| Piaroes                          | De'arua, Wothuha                            | Piaroa                     | Sáliba                          | 1.127           | Guainía · Vichada                                            |
| Pira-tapuya                      | Wa'íkâná                                    | dahseyé                    | Tucana                          | 1.106           | Guaviare · Vaupés                                            |
| Pisamira                         | Papiwa, Pasatapuyo, Wasina, Wasona          | Pisamira                   | Tucana                          | 196             | Vaupés                                                       |
| Puinaves                         | Wãnsüjüt                                    | Puinave                    | Macú                            | 8.984           | Guainía · Guaviare                                           |
| Quimbaya                         | -                                           | Castellà                   | Indoeuropea                     | 94              | Caldas · Risaralda                                           |
| Sàlibes                          | Sáliva                                      | Sáliba                     | Sáliba                          | 4.783           | Casanare · Vichada                                           |
| Sikuani                          | Guahibo, Hiwi, Jive                         | Sikuani                    | Guahiba                         | 52.361          | Vichada (61,2%) · Meta (25,1%)                               |
| Siona                            | Katucha-Pai                                 | Siona                      | Tucana                          | 2.599           | Putumayo (89,1%)                                             |
| Siriano                          | Selea, Sürá, Tubú                           | Siriano                    | Tucana                          | 1.658           | Vaupés                                                       |
| Tairona                          | Tayrona                                     | Castellà, Tairona(†)       | Indoeuropea, Txibtxa(†)         | ?               | Cesar · la Guajira · Magdalena                               |
| Taiwano                          | Eduria, Erulia                              | Taiwano                    | Tucana                          | 123             | Vaupés                                                       |
| Tanimuka                         | -                                           | Tanimuka                   | Tucana                          | 991             | Amazones                                                     |
| Tarianes                         | Retauarâ                                    | Tariana                    | Arawak                          | 210             | Amazones · Vaupés                                            |
| Tatuyos                          | Juna, Pamoa, Tatutapuyo, Sina, Sura         | Tatuyo                     | Tucano                          | 1.091           | Vaupés                                                       |
| Tikuna                           | Ticuna, Tukuna                              | Tikuna                     | Aïllada                         | 13.842          | Amazones (95,43%)                                            |
| Totoró                           | -                                           | Totoró                     | Barbacoana                      | 8.916           | Cauca (98,6%)                                                |
| Tsiripu                          | -                                           | Tsiripu                    | Guahiba                         | 75              | Casanare                                                     |
| Tucano                           | Dasea, Tukano, Yepa masa                    | dahseyé                    | Tucano                          | 4.075           | Guaviare · Vaupés                                            |
| Tule                             | Dule, Gunadule, Kuna                        | Dulegaya                   | Txibtxa                         | 2.610           | Antioquia · Chocó                                            |
| Tuyuka                           | Dojkapuara                                  | Tuyuka                     | Tucana                          | 1.467           | Vaupés                                                       |
| Tzase                            | Enaguas, Piapoco, Wenaiwika                 | Tzase                      | Arawak                          | 14.461          | Guainía · Meta · Vichada                                     |
| Witotos                          | Murui-Muinane, Witoto, Huitoto              | Uitoto                     | Bora-Uitoto                     | 14.142          | Amazones (57,8%) · Putumayo (21,2%) · Caquetá (10,8%)        |
| Umbrá                            | Dachiíru                                    | Unga                       | No classificada                 | 45              | Caldas · Risaralda                                           |
| U'wa                             | Tunebo                                      | Uw cuwa                    | Txibtxa                         | 10.649          | Boyacá (61,9%) · Arauca (13,2%) · Norte de Santander (11,5%) |
| Wanano                           | Decosirumara, Guanano, Kotíriâ              | Wanano                     | Tucana                          | 3.312           | Vaupés · Guaviare                                            |
| Wounaans                         | Chanco, Noanamá                             | Wounaan                    | Chocó                           | 14.825          | Chocó (84,1%) · Valle del Cauca (15,3%)                      |
| Yagua                            | Mishara, Nihamwo, Ñihamwo, Yahuna, Yihamwo, | Yagua                      | Peba-yagua                      | 984             | Amazones                                                     |
| Yanacona                         | Yanakuna                                    | Castellà                   | Indoeuropea                     | 34.897          | Cauca (85,6%)                                                |
| Yaruros                          | Pumé                                        | Yaruro                     | Aïllada                         | 136             | Casanare                                                     |
| Yauna                            | Kamejeya, Yahuna, Yayuna                    | Yauna                      | Tucana                          | 105             | Amazones                                                     |
| Yuhupdeh                         | Yuhup, Macú-Yujup                           | Yuhup                      | Macú Nadahup                    | 250             | Vaupés · Amazones                                            |
| Yuko                             | Motilón, Yukpa, Yupa                        | Yukpa ywonkʉ               | Caribe                          | 4.761           | Cesar (98,9%)                                                |
| Yukuna                           | Kamejeya, Yucuna                            | Yukuna                     | Arawak                          | 1.582           | Amazones                                                     |
| Yuri                             | Aroje, Caraballo, Yacumo                    | Yuri                       | No classificada                 | 50              | Amazones                                                     |
| Yurutí                           | Totsoca, Wadyana, Wadzana, Waikana          | Yuruti                     | Tucana                          | 969             | Vaupés                                                       |
| Indígenes sense informació       | Indígenes sense informació                  | Indígenes sense informació | Indígenes sense informació      | 50.995          | -                                                            |
| Indígenes de l'Equador           | Indígenes de l'Equador                      | Indígenes de l'Equador     | Indígenes de l'Equador          | 407             | -                                                            |
| Indígenes del Brasil             | Indígenes del Brasil                        | Indígenes del Brasil       | Indígenes del Brasil            | 36              | -                                                            |
| Indígenes del Perú               | Indígenes del Perú                          | Indígenes del Perú         | Indígenes del Perú              | 44              | -                                                            |
| Indígenes de Mèxic               | Indígenes de Mèxic                          | Indígenes de Mèxic         | Indígenes de Mèxic              | 12              | -                                                            |
| Indígenes de Veneçuela           | Indígenes de Veneçuela                      | Indígenes de Veneçuela     | Indígenes de Veneçuela          | 157             | -                                                            |
| Indígenes de Bolívia             | Indígenes de Bolívia                        | Indígenes de Bolívia       | Indígenes de Bolívia            | 22              | .                                                            |
| Indígenes de Colòmbia            | Indígenes de Colòmbia                       | Indígenes de Colòmbia      | Indígenes de Colòmbia           | 1.905.617       | Colòmbia                                                     |

## Població indígena per departament

Població indígena de Colòmbia per municipi el 2005.
61.4% - 100%
29.6% - 61.3%
11.7% - 29.5%
2.9% - 11.6%
0% - 2.8%
sense dades

Els departaments amb major proporció de indígenes són Vaupés, Guainía, La Guajira, Vichada, Amazones, Cauca i Putumayo. Els departaments de la Guajira, Cauca, Nariño, Córdoba i Sucre concentren aproximadament dos terços dels indígenes del país. La següents és una llista de la població indígena per departament segons el cens de 2018.
| Departament              | Població indígena (2018) | % població departamental (2005) | % població indígena (2005) |
| ------------------------ | ------------------------ | ------------------------------- | -------------------------- |
| Amazones                 | 38.130                   | 43.43                           | 1.36                       |
| Antioquia                | 37.628                   | 0.53                            | 2.08                       |
| Arauca                   | 6.573                    | 2.24                            | 0.24                       |
| Atlàntic                 | 39.061                   | 1.33                            | 2.01                       |
| Bogotá                   | 19.063                   | 0.23                            | 1.08                       |
| Bolívar                  | 5.204                    | 0.11                            | 0.15                       |
| Boyacá                   | 7.151                    | 0.49                            | 0.42                       |
| Caldas                   | 55.801                   | 4.30                            | 2.75                       |
| Caquetá                  | 8.825                    | 1.61                            | 0.36                       |
| Casanare                 | 6.893                    | 1.48                            | 0.29                       |
| Cauca                    | 308.455                  | 21.55                           | 17.85                      |
| Cesar                    | 51.233                   | 5.15                            | 3.22                       |
| Chocó                    | 68.415                   | 12.67                           | 3.17                       |
| Córdoba                  | 202.621                  | 10.39                           | 10.85                      |
| Cundinamarca             | 9.949                    | 0.34                            | 0.53                       |
| Guainía                  | 33.280                   | 64.90                           | 0.83                       |
| Guaviare                 | 6.856                    | 4.30                            | 0.15                       |
| Huila                    | 12.194                   | 1.05                            | 0.74                       |
| la Guajira               | 394.683                  | 44.94                           | 19.98                      |
| Magdalena                | 20.938                   | 0.81                            | 0.65                       |
| Meta                     | 20.528                   | 1.28                            | 0.65                       |
| Nariño                   | 206.455                  | 10.79                           | 11.14                      |
| Norte de Santander       | 4.545                    | 0.61                            | 0.52                       |
| Putumayo                 | 50.694                   | 20.94                           | 3.20                       |
| Quindío                  | 2.883                    | 0.41                            | 0.15                       |
| Risaralda                | 29.909                   | 2.90                            | 1.78                       |
| San Andrés y Providencia | 20                       | 0.10                            | 0.00                       |
| Santander                | 1.262                    | 0.13                            | 0.17                       |
| Sucre                    | 104.890                  | 10.96                           | 5.96                       |
| Tolima                   | 45.269                   | 4.32                            | 4.02                       |
| Valle del Cauca          | 30.844                   | 0.56                            | 1.60                       |
| Vaupés                   | 30.787                   | 66.65                           | 0.83                       |
| Vichada                  | 44.578                   | 44.35                           | 1.27                       |
| Colòmbia                 | 1.905.617                | 3.43                            | 100.00                     |

## Organització administrativa
El resguardo és una institució legal i sociopolítica d'origen colonial i de caràcter especial, conformada per una comunitat o parcialitat indígena que, amb un títol de propietat comunitària, posseeix el seu territori i el regeix. En el seu àmbit intern el resguardo té una organització ajustada al fur indígena, amb pautes i tradicions culturals pròpies.
La divisió d'Afers Indígenes del Ministeri de l'Interior registra un total de 567 resguardos en el territori colombià, amb una extensió aproximada de 36.500.416 hectàrees, que apleguen una població de 800.271 persones (67.503 famílies).
En la regió amaçònica hi ha 88 resguardos, situats en tres departaments: Putumayo (30 resguardos), Caquetá (38 resguardos) i Amazones (28 resguardos), amb un territori aproximat de 9.922.146 hectàrees i una població de 29.073 persones (5.619 famílies).
Els resguardos situats a la regió central del país són 104, localitzats als departaments d'Arauca (26 resguardos), Boyacá (1 resguardo), Casanare (8 resguardos), Huila (5 resguardos), Norte de Santander (2 resguardos) i Tolima (62 resguardos), amb un territori de 643.735 hectàrees i una població de 26.973 habitants (5.224 famílies).
A la zona nord hi ha 31 resguardos als departaments d'Atlàntic (1 resguardo), Cesar (7 resguardos), Córdoba (3 resguardos), Guajira (17 resguardos) i Magdalena (3 resguardos), amb un territori d'1.828.515 hectàrees i una població de 144.192 persones (25.299 famílies).
A la zona de l'Orinoco hi ha 106 resguardos, distribuïts en els departaments de Guainía (26 resguardos), Guaviare (19 resguardos), Meta (17 resguardos), Vaupés (2 resguardos) i Vichada (41 resguardos), amb un territori de 15.794.136 hectàrees i una població de 447.740 persones (8.413 famílies).
A la regió del Pacífic hi ha 238 resguardos, situats als departaments d'Antioquia (37 resguardos), Caldas (3 resguardos), Cauca (36 resguardos), Chocó (104 resguardos), Nariño (34 resguardos), Quindío (5 resguardos), Risaralda (4 resguardos) i Valle del Cauca (17 resguardos), amb un territori de 8.311.884 hectàrees i una població de 152.293 persones (22.948 famílies).

## Participació política
La principal organització índia és la Organización Nacional Indígena de Colombia (ONIC). Des del 1990 hi ha tres representants indis a l'Assemblea Nacional Colombiana, els tres primer dels quals foren l'emberà Francisco Rojas Birry, el guambià Lorenzo Muelas i el páez Alfonso Peña Chepe.
A le seleccions del 29 d'octubre del 1991 també van obtenir tres senadors, l'ingà Gabriel Muyuy (1957), antropòleg i teòleg; el páez Anatolio Quirà (1939), dirigent indígena; i el guambià Floro Tunubalá (1957), enginyer agrícola.